# Kręgle klasyczne

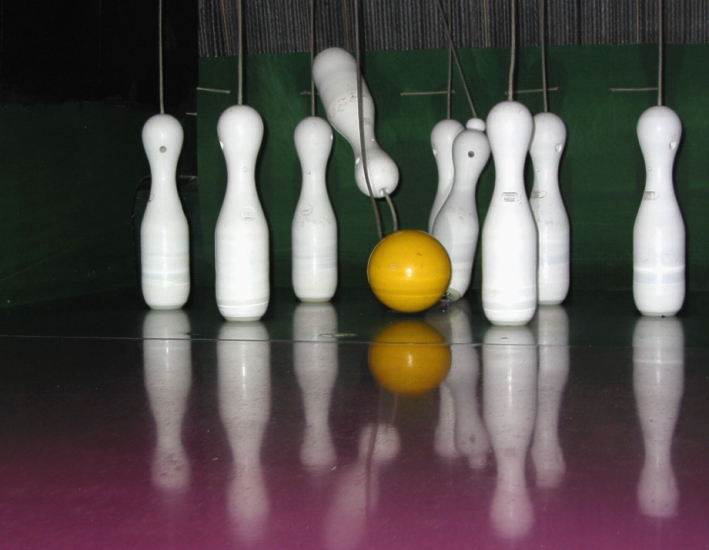
Kręgle i kula używane w kręglach klasycznych

Kręgle klasyczne, kręglarstwo klasyczne – dyscyplina sportu, która polega na przewracaniu jak największej liczby kręgli za pomocą specjalnej kuli. W grze tej jest 9 kręgli o wysokości 40 cm i wadze 1750 g ustawionych na polu w kształcie kwadratu, którego przekątna pokrywa się z osią symetrii toru. Kula zrobiona z jednorodnej masy ma średnicę 160 mm i wagę ok. ± 2,85 kg (dzieci oraz młodzicy i młodziczki grają kulami mniejszymi i lżejszymi). Na tor składa się pole gry o długości 6,5 m i szerokości 1,7 m, oraz bieżnia o długości 19,5 m i szerokości 1,34 m, po której toczy się kula. Po obu bokach każdej bieżni znajdują się rynny zerowe lub "bandy".
Gra zawodników  podczas startu składa się z rzutów próbnych (5 min.) oraz 120 rzutów gry właściwej - w czterech seriach po 30 rzutów na torze (12 min). Każde 30 rzutów podzielone jest na 15 rzutów do "pełnych" i 15 do "zbieranych". Przy grze do "pełnych" kręglarz oddaje rzuty zawsze do wszystkich 9 kręgli po każdym rzucie, natomiast  w "zbieranych", po pierwszym rzucie "rozbijającym" - następuje w kolejnych rzutach "dobijanie" pozostałych kręgli, aż do strącenia wszystkich. W następnym rzucie ponownie zaczyna się od rozbijania itd. Suma przewróconych kręgli stanowi końcowy wynik gry. Tak jak w innych dyscyplinach sportowych nad przestrzeganiem przepisów gry czuwają sędziowie. 